# 인천단봉초등학교
인천단봉초등학교는 대한민국 인천광역시 서구에 있는 공립 초등학교이다.

## 학교 연혁
- 1951년 12월 1일 : 검단초등학교 오왕분교 인가
- 1955년 11월 3일 : 단봉국민학교 승격 개교

## 참고 자료
- 인천단봉초등학교 - 한국교육학술정보원 학교알리미